# Láb
Láb je naseljeno mjesto u okrugu Malacky u Bratislavskom kraju u Slovačkoj.

## Stanovništvo
| Godina:     | 1993. | 2003.   | 2013.    | 2023.    |
| ----------- | ----- | ------- | -------- | -------- |
| Broj ljudi: | 1362  | 1381    | 1556     | 2172     |
| Razlika:    |       | +1,39 % | +12,67 % | +39,58 % |

| Godina:     | 2022. | 2023.   |
| ----------- | ----- | ------- |
| Broj ljudi: | 2150  | 2172    |
| Razlika:    |       | +1,02 % |

Prema podatcima o broju stanovnika iz 2023. godine naselje je imalo 2172 stanovnika.

## Vanjske poveznice
|  | Zajednički poslužitelj ima još gradiva o temi Láb |

- Službena stranica naselja (sl.)